# Białka (powiat łęczyński)
Białka – wieś w Polsce położona w województwie lubelskim, w powiecie łęczyńskim, w gminie Milejów.
Wieś szlachecka położona była w drugiej połowie XVI wieku w powiecie lubelskim województwa lubelskiego. W latach 1975–1998 miejscowość należała administracyjnie do województwa lubelskiego.
Wieś stanowi sołectwo gminy Milejów. Według Narodowego Spisu Powszechnego z roku 2011 wieś liczyła 368 mieszkańców.

## Historia
Początków metryki wsi należy szukać w wieku XV w roku 1425 wieś notowano jako „Balka”, w 1444 „Byalka” wieś w powiecie lubelskim parafii (od 1453 roku) w Biskupicach.
Według Długosza w latach 1470–1480 istniała już parafia Białka (Długosz L.B. t.I s.1).
Własność w wieku XV
Wieś stanowiła własność szlachecką, w latach 1425–1484 w kluczu Jaszczów rodu Jaszczowskich, protoplastą którego był Bernard Jaszczowski chorąży ziemski lubelski.
W roku 1444 dziedzicami byli Mikołaj, Jan i Marcin, synowie Wojciecha z Białki. W tym samym roku 1444 występuje w działach Jakub z Białki (Akta Ziemskie Lubelskie I 87). W roku 1457 w działy wstępuje Katarzyna żona Jakuba (Akta Ziemskie Lubelskie IV 240). W roku 1446 w działach był Stanisław z Białki. W roku 1456 Stanisław Szyszka z Białki, od 1457 Aleksander Szyszka z Białki. W roku 1480 dziedzicem był Piotr Górski (Akta Ziemskie Lubelskie IX 299).
Wiek XVI
W roku 1529 był tu kościół parafialny a raczej kaplica kościelna. Wieś płaciła dziesięciny z folwarku i pewnych ról kmiecych wartości 1 grzywny i 40 groszy tutejszemu plebanowi (Liber Retaxationum p.428). W roku 1531 odnotowano pobór z 1 łana i młyna (Rejestr Poborowy).
Słownik geograficzny Królestwa Polskiego podaje krótką notę z opisem Białki jako wsi i Białeckiej Wólki także wsi w powiecie lubelskim ówczesnej gminie Jaszczów, parafii Milejów. W bagnistej i lesistej okolicy, o 9 wiorst na północ od wsi Trawniki, stacji drogi żelaznej Nadwiślańskiej.
Parafia
Prawdopodobnie już w średniowieczu istniała parafia w Białce. Zanikła ona w dobie reformacji. Od tego czasu istniał tu drewniany kościółek filialny należący do parafii w Biskupicach, pod wezwaniem św. Małgorzaty. Jednak na przełomie XVIII i XIX wieku był on już w stanie daleko posuniętej ruiny. Mimo podejmowanych starań nie został on odbudowany. W tym czasie parafianie z Białki korzystali z posług duszpasterskich kapelanów rezydujących przy publicznej kaplicy w nieodległej Dorohuczy, leżącej także na terenie parafii Biskupice. Nieliczni w Białce katolicy obrządku greckiego należeli w tym okresie do parafii unickiej w Chojeńcu. Dopiero w latach pięćdziesiątych XIX stulecia Białkę i sąsiednie wsie włączono w skład nowo powstałej parafii w Milejowie. W latach czterdziestych XX wieku Białka została włączona do parafii w Dorohuczy, co jednak nie spotkało się z aprobatą jej mieszkańców, tak więc decyzja została cofnięta. Dopiero 11.06.1991 r. biskup lubelski Bolesław Pylak erygował parafię na nowo, wydzielając jej teren z par. Milejów (Białka w. i kol., Jaszczów kol., Maryniów, Wólka Bielecka i od 1992 r. Zgniła Struga). Pierwszym proboszczem był ks. Krzysztof Marzycki. Wraz z utworzeniem parafii rozpoczęto starania o powrót zabytkowego obrazu św. Agaty z XVIII w., który był przechowywany w kościele w Biskupicach. Za zgodą abp B. Pylaka we wrześniu 1992 r. obraz przeniesiono do kościoła w Białce.
W 1992 r. założono cmentarz grzebalny, zaś w latach 1991–1992 powstał budynek plebanii.